# Plethotaenia
Plethotaenia is een geslacht van zee-egels uit de familie Spatangidae.

## Soorten
- Plethotaenia angularis Chesher, 1968
- Plethotaenia spatangoides (A. Agassiz, 1883)